# Бруно Убль
Бруно Убль (нім. Bruno Ubl; 31 грудня 1887, Машау — 1973, Відень) — австро-угорський, австрійський і німецький офіцер, генерал-майор вермахту (1 липня 1942).

## Біографія
Син техніка цукрової фабрики. В 1904-07 роках навчався в піхотному кадетському училищі Трієста, в 1907-08 роках — Марбурга-ан-дер-Драу. 1 серпня 1908 року вступив в австро-угорську армію. Учасник Першої світової війни, був двічі поранений. Після війни продовжив службу в австрійській армії. З 1 листопада 1936 року — керівник групи і радник технічного відділу Федерального міністерства оборони. Після аншлюсу 15 березня 1938 року автоматично перейшов у вермахт, займався ліквідаційними роботами у Віденському технічному управлінні. 20 серпня 1938 року переведений в штаб 81-го піхотного полку.
З 26 серпня 1939 року — командир 15-го запасного піхотного полку, з грудня 1940 по 30 червня 1942 року — щойно створеного 692-го піхотного полку 339-ї піхотної дивізії. Учасник Німецько-радянської війни. 19 вересня 1942 року відряджений в групу армій «Південь», проте 20 жовтня потрапив в автомобільну аварію і був госпіталізований. З 15 серпня 1943 року — комендант щойно створеної 1015-ї польової (потім — військової) комендатури в Італії. 25 вересня 1944 року знову відправлений на лікування. З 1 січня 1945 року — генерал для особливих доручень при командувачі 17-м військовим округом. В травні 1945 року взятий в полон союзниками, в липні звільнений.

## Нагороди
- Ювілейний хрест
- Срібна і бронзова медаль «За військові заслуги» (Австро-Угорщина) з мечами
- Хрест «За військові заслуги» (Австро-Угорщина) 3-го класу з військовою відзнакою і мечами
- Військовий Хрест Карла
- Медаль «За поранення» (Австро-Угорщина) з двома смугами
- Пам'ятна військова медаль (Австрія) з мечами
- Почесний знак «За заслуги перед Австрійською Республікою», золотий знак
- Пам'ятна військова медаль (Угорщина) з мечами
- Хрест «За вислугу років» (Австрія) 2-го класу для офіцерів (25 років)
- Почесний хрест ветерана війни з мечами
- Медаль «За вислугу років у Вермахті» 4-го, 3-го, 2-го і 1-го класу (25 років)
- Нагрудний знак «За поранення» в чорному
- Хрест Воєнних заслуг 2-го класу з мечами (1 листопада 1940)
- Залізний хрест
  - 2-го класу (10 грудня 1941)
  - 1-го класу (10 лютого 1942)